# 신초샤
주식회사 신초샤(일본어: 株式会社新潮社, 신조사)는 일본의 출판사이다. 문예서 분야에서 일가를 이루고 있으며, 주간지와 논문 계열의 월간지에서는 보수적인 논조로 알려져 있다. 또한 도쿄 신주쿠구 야라이 초(矢来町)에 광대한 부동산을 가지고 있다는 것도 알려져 있다.

## 개요
1896년에 창업된 신세이샤(新声社, 후의 신세이샤(新声社)와는 무관계)가 전신이다. 다야마 가타이(田山花袋)등의 자유주의자의 서적을 출판했다. 1914년 신초문고(新潮文庫)를 발행했다. 이 외에도 단행본, 전집 등을 다수 발행했다.
문예 잡지는 1904년 창간된 문예지 《신초(新潮)》외에도 제 2차 세계대전 후에 창간된 중간소설지《소설신초(小説新潮)》등을 발행했다. 주간지는 1956년 창간된 《월간신초(週刊新潮)》가 정치적으로 우파적인 편집 방침으로 성공을 거두었다.
1981년에는 일본 초의 사진 주간지《포커스(FOCUS, フォーカス）》를 창간. 《포커스》는 법정에서 몰래 사진을 찍은 미성년 용의자(14세)의 사진을 게재하는 등의 과격한 편집 방침으로 일시적으로는 발행부수가 200만 부를 넘어서기도 했으나, 90년대 후반에 매상이 악화되어 2001년 휴간되었다.
사이토 주이치(斎藤十一) 시대에는 이전 여성잡지를 창간했으나 실패했던 경험도 있어서 「여성과 아이는 대상으로 하지 않는다」라는 완고 노선을 관철했으나, 1996년에 광고회사 덴쓰(電通) 출신의 사토 다카노부(佐藤隆信)가 사장에 취임한 뒤에 방침을 전환하여 2000년 이후로는 스포츠 연감 《위너즈(ウィナーズ)》의 발행과 《nicola》《월간 코믹 번치(週刊コミックバンチ)》의 창간, 《다비(旅)》의 여성잡지화를 단행하여 종래의 노선에서 크게 전환하고 있다.
사장직은 상업자 사토 요시스케(佐藤義亮)부터 대대로 세습되고 있다. 현 사장 사토 다카노부(제 4대)는 사토 요시스케의 증손자이다.

## 상
- 미시마 유키오 상(일본어판)(三島由紀夫賞)
- 야마모토 슈고로 상(일본어판)(山本周五郎賞)
- 고바야시 히데오 상(일본어판)(小林秀雄賞)
- 신초 도큐먼트 상(일본어판)(新潮ドキュメント賞)

이상의 상은 통칭「신초4상」이라고 불린다.
- 신초 학예상(일본어판)(新潮学芸賞)
- 가와바타 야스나리 문학상(일본어판)(川端康成文学賞)
- 닛타 지로 문학상(일본어판)(新田次郎文学賞)
- 하기와라 사쿠타로 상(일본어판)(萩原朔太郎賞)
- 일본 판타지 노벨 대상(일본어판)(日本ファンタジーノベル大賞)
- 여성에 의한 여성을 위한 R-18 문학상(일본어판)(女による女のためのR-18文学賞)

- 신초 미스테리 클럽상(일본어판)(新潮ミステリー倶楽部賞) - 1996년~2000년, 폐지